# Bouvigny-Boyeffles
Bouvigny-Boyeffles è un comune francese di 2 536 abitanti situato nel dipartimento del Passo di Calais nella regione dell'Alta Francia.

## Società

### Evoluzione demografica
Abitanti censiti